# Schoonwaterleiding

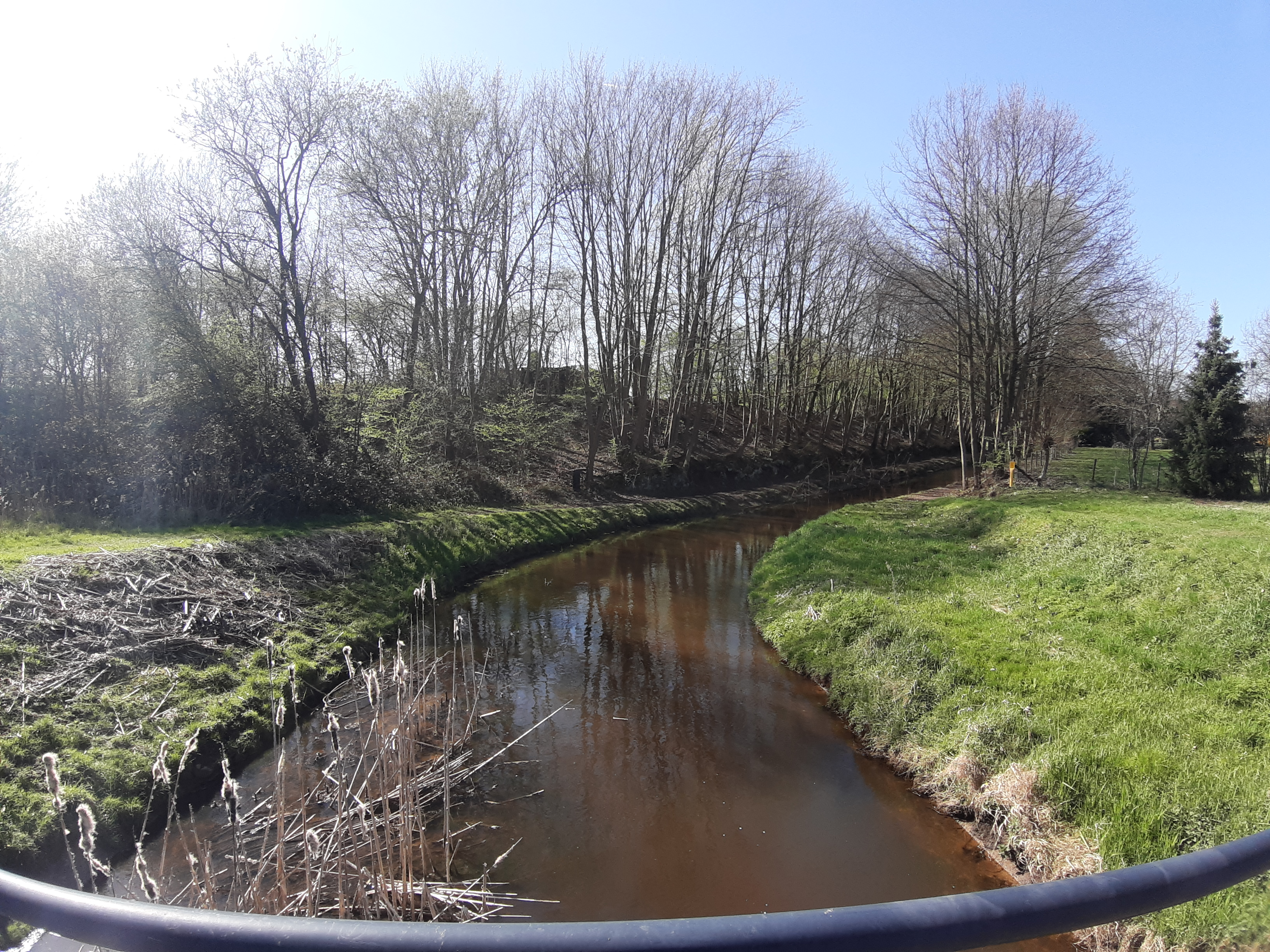
Schoonwaterleiding

De Schoonwaterleiding is een waterloop in Hengelo (Overijssel) . De Schoonwaterleiding is bedoeld om bij hevige regenval water direct richting het Twentekanaal te kunnen afvoeren. Hierdoor wordt overstroming verderop in Hengelo voorkomen. Bij het Fox-verdeelwerk kruist hij de Koekoeksbeek.

## Geschiedenis
In de tweede helft van de vorige eeuw is aan de oostkant van de Hengelo de Koppelleiding gegraven om overstromingen in de kern van Hengelo te voorkomen.  Hierbij is de oorspronkelijke loop van de Drienerbeek gesplitst in een 'landelijk' en een 'stedelijk' traject. Het water van het landelijke traject wordt afgevangen door de Schoonwaterleiding en afgevoerd naar het Twentekanaal, het stedelijke gedeelte wordt via een verdeelwerk gevoed. Door de splitsing is de landelijk 'waterdoorvoerende' functie van de Drienerbeek komen te vervallen en viel de beek delen van het jaar droog. Hierdoor ontstond in droge perioden stankoverlast. In de loop van de tijd zijn mede daardoor stukken van de Drienerbeek overkluisd en verdwenen achter woningblokken en dichte beplanting. De beek is hierdoor als zichtbaar en beleefbaar stelsel uit elkaar gevallen.